# أليسا فالديز
أليسا فالديز (29 يونيو 1993 - ) هي لاعبة كرة سلة ولاعبة كرة طائرة الفلبين.

## وصلات خارجية
- أليسا فالديز على موقع عالم الكرة الطائرة (الإنجليزية)